# Острів Чихачова
О́стрів Чиха́чова (рос. Остров Чихачёва) — невеликий острів в Японському морі біля берегів Росії. Знаходиться за 600 м на південь від мису Шкота при вході до затоки Ольги. Адміністративно належить до Ольгинського району Приморського краю Росії.

## Географія
Острів має розміри 800×600 м, береги скелясті, частково вкриті рослинністю. Східний та південний береги високі, скелясті та стрімкі. Західний берег пологий, обмежований вузькою смугою пляжу з гальки та валунів. На острові знаходиться маяк, який обслуговується співробітниками гідрографічної служби Ольгинського району. Хоча острів і знаходиться досить близько до материка, але відвідати його досить проблематично. Вихід із затоки Ольги дозволено лише великим судам і лише з дозволу прикордонної служби.

## Історія
Острів відкритий та нанесений на карту в 1857–1859 роках екіпажем пароплава-корвета «Америка» і названий на честь дослідника Далекого Сходу, командира корабля капітана 2 рангу Миколи Чихачова, пізніше адмірала Російського імператорського флоту.